# Älvdalen
Älvdalen è una cittadina della Svezia centrale, capoluogo del comune omonimo, nella contea di Dalarna; nel 2005 aveva una popolazione di 1 812 abitanti, su un'area di 2,99 km².